# مایکل رایمر
مایکل رایمر (انگلیسی: Michael Rymer؛ زادهٔ ۱ ژانویهٔ ۱۹۶۳) کارگردان فیلم و فیلم‌نامه‌نویس اهل استرالیا است.

## فیلم‌شناسی
- Picnic at Hanging Rock (۲۰۱۸)
- جسیکا جونز (۲۰۱۵)
- مردی درهای کسل (۲۰۱۵)
- Deadline Gallipoli (۲۰۱۵)
- هانیبال (۲۰۱۳–۲۰۱۵)
- داستان ترسناک آمریکایی: تیمارستان (۲۰۱۲)
- Face to Face (۲۰۱۱)
- ناوبر فضایی گالاکتیکا (۲۰۰۴–۲۰۰۹)
- Battlestar Galactica (۲۰۰۳)
- ملکه نفرین شده (۲۰۰۲)
- عطر (۲۰۰۱)
- In Too Deep (۱۹۹۹)
- Allie and Me (‍۱۹۹۷)
- Angel Baby (۱۹۹۵)